# 바티스트 지아비코니
바티스트 지아비코니(프랑스어: Baptiste Giabiconi, 1989년 11월 9일 ~ )는 프랑스 마리냔 출신의 프랑스 남성 모델, 가수, 그리고 카를 라거펠트의 뮤즈이다. 수년 동안, 그는 주요 패션 하우스인 샤넬, 펜디, 그리고 카를 라거펠트의 남자 얼굴이었다.